# Mutualismo entre gobio y camarón pistola

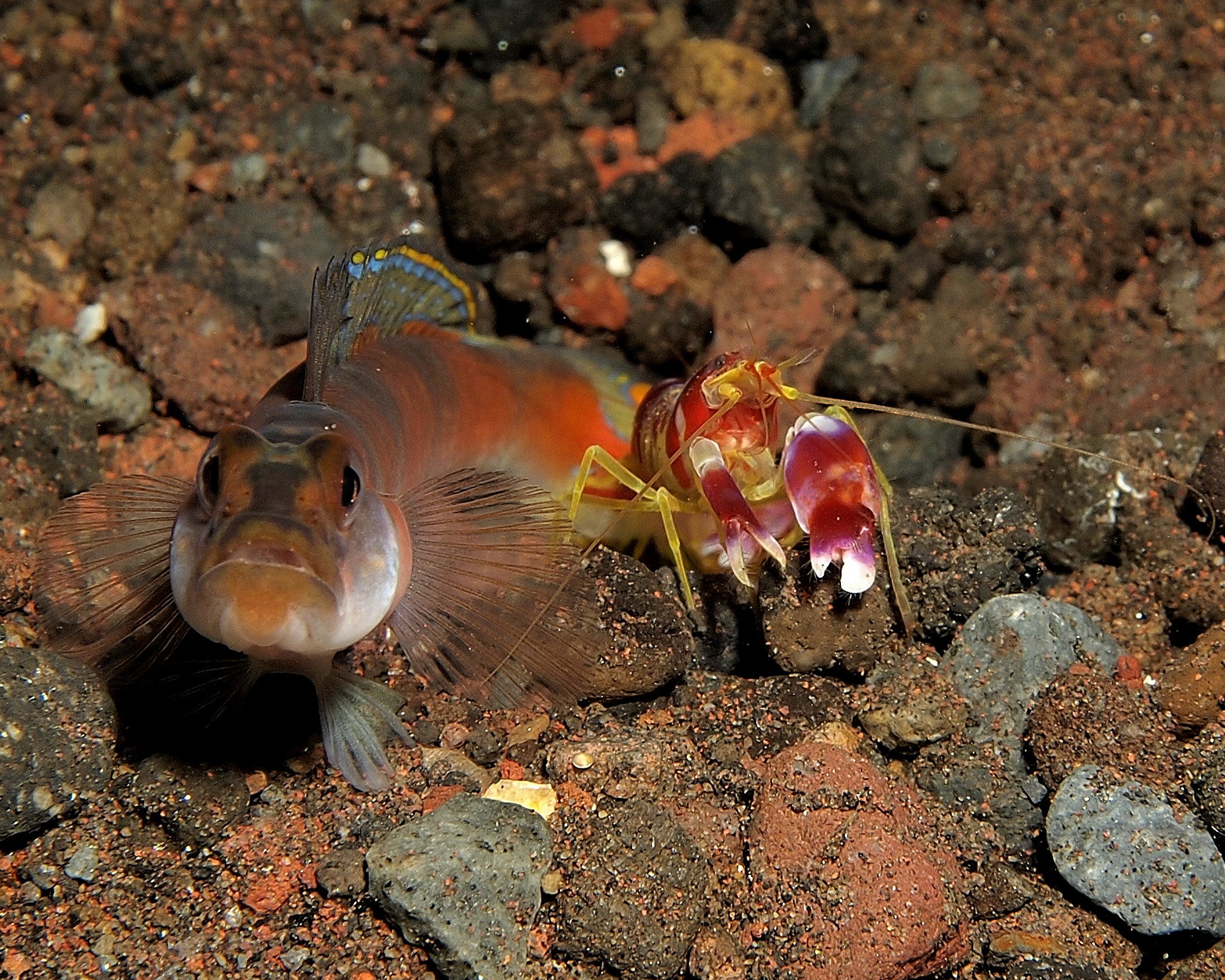
Alpheus randalli con un gobio del género Amblyeleotris

La relación de mutualismo entre el gobio y el camarón pistola se establece entre especies de peces de los géneros  Amblyeleotris y Cryptocentrus y gambas o camarones de la familia Alpheidae.

## Comportamiento
Algunas especies de camarones pistola comparten madrigueras con peces gobios en una relación simbiótica mutualista. La madriguera es construida y cuidada por el camarón pistola, y el gobio brinda protección al estar atento al peligro. Cuando ambos están fuera de la madriguera, el camarón mantiene contacto con el gobio mediante sus antenas.
El gobio, al tener mejor visión, alerta al camarón del peligro mediante un movimiento característico de la cola y luego ambos se retiran a la seguridad de la madriguera compartida. Esta asociación se ha observado en especies que habitan en hábitats de arrecifes de coral.